# Rockefeller (familie)
De familie Rockefeller is een Amerikaanse bankiersfamilie met een aanzienlijk fortuin. Ook staat de familie bekend om hun invloed op de politiek en de industrie. Initieel zouden ze hun fortuin te danken hebben aan de Amerikaanse olie-industrie gedurende de 19e en 20e eeuw, beginnend met de broers John Davison en William Rockefeller. Zij stichtten het bedrijf Standard Oil. Verder wordt de familie geassocieerd met de Chase Manhattan Bank. Mede hierdoor worden ze gezien als de een van de meest invloedrijke families uit de geschiedenis van de Verenigde Staten, naast families zoals de Rothschilds.
Na John D. Rockefeller (1839-1937) werd de dynastie voortgezet met John D. Rockefeller jr. (1874-1960) en John D. Rockefeller III (1906-1978).